# Karlsruher SC
Câu lạc bộ thể thao Karlsruher (Karlsruher SC), với tên chính thức là Karlsruher Sport-Club Mühlburg-Phönix e.V., hay còn được gọi tắt là KSC, là một câu lạc bộ thể thao tại Đức với trụ sở đặt tại thành phố Karlsruhe. Đội bóng đá của câu lạc bộ hiện đang thi đấu ở giải hạng Nhì Đức (2. Bundesliga), giải đấu cao thứ 2 trong hệ thống bóng đá chuyên nghiệp Đức. Đây là một trong những đội bóng truyền thống của Đức, được thành lập từ năm 1894. Vào năm 1962 đã cùng với 15 đội bóng khác được chọn để tham gia mùa bóng đầu tiên của giải Bundesliga. Ngoài bóng đá, tại câu lạc bộ còn có bộ môn điền kinh và quyền anh.

## Lịch sử đội bóng đá
Đội bóng đá của đội được thành lập trên cơ sở sáp nhập giữa 2 đội Karlsruher FC Phönix (thành lập 1984) và đội VfB Mühlburg (thành lập 1905) vào năm 1952. Sau khi giải bóng đá Bundesliga được thành lập lần đầu tiên vào năm 1962, đội đã thi đấu liên tục ở giải đấu cao nhất bóng đá Đức đến năm 1968. Từ năm 1968 đến 1986 đội thi đấu chủ yếu ở giải hạng Nhì Đức. Vào năm 1986 đội trở lại thi đấu ở Bundesliga dưới sự dẫn dắt của HLV Winfried Schäfer, người sau này là HLV của đội tuyển Cameroon tại World Cup 2002 cũng như làm HLV đội tuyển Thái Lan từ 2011-2013. Với Winfried Schäfer làm HLV trưởng đội KSC những năm 90 của thế kỳ XX đã thi đấu khá thành công khi nhiều năm liền đạt các thứ hạng cao tại Bundesliga và được thi đấu ở Cúp UEFA. Một trong những trận đấu đáng nhớ nhất của đội là khi gặp đội Valencia CF tại Cúp UEFA vào mùa giải 1993-94. Trong trận lượt đi trên sân của Valencia đội chủ nhà giành chiến thắng 3-1. Khi trở về thi đấu trên sân nhà vào 2 tuần sau đó, đội KSC đã làm được điều kỳ diệu khi giành chiến thắng 7-0 để lọt tiếp vào vòng trong. Năm đó đội KSC vào đến tận bán kết của giải và chỉ bị loại do luật bàn thắng trên sân đối phương. Thời kỳ này đội đã đào tạo nhiều cầu thủ trẻ mà sau này nổi tiếng ở đội tuyển Đức như Oliver Kahn, Mehmet Scholl, Jens Nowotny...
Mùa giải Bundesliga 1997-98 sau sự ra đi của các trụ cột như Jens Nowotny, Thorsten Fink, Michael Tarnat... đội thi đấu không thành công và chỉ xếp thứ 16/18 đội vào cuối mùa, đồng nghĩa với việc phải xuống thi đấu ở giải hạng Nhì. Năm 2007 đội giành quyền thăng hạng Bundesliga. Chỉ sau 2 mùa, đến năm 2009 đội lại tụt hạng trở lại giải hạng Nhì Đức.

## Thành tích
Tại các Giải vô địch:
- Vô địch nước Đức 1909 (khi còn là Karlsruher FC Phönix)
- Á quân nước Đức 1956
- Vô địch giải hạng Nhì Đức: 1975, 1984, 2007

Tại các Cúp:
- Bán kết Cúp UEFA 1993-94
- Vô địch  Cúp Intertoto: 1996
- Vô địch  Cúp Quốc gia Đức: 1955, 1956
- Á quân Cúp Quốc gia Đức: 1960, 1996

## Cầu thủ nổi bật
Các cầu thủ nổi bật từng thi đấu cho đội bóng như:
- Joachim Löw
- Thomas Häßler
- Michael Tarnat
- Oliver Kahn
- Jens Nowotny
- Mehmet Scholl
- Lars Stindl
- Hakan Çalhanoğlu